# Princeton Meadows
Princeton Meadows és una concentració de població designada pel cens dels Estats Units a l'estat de Nova Jersey. Segons el cens del 2000 tenia 13.436 habitants.

## Demografia
Segons el cens del 2000, Princeton Meadows tenia 13.436 habitants, 6.017 habitatges, i 3.255 famílies. La densitat de població era de 2.390,6 habitants/km².
Dels 6.017 habitatges en un 32,4% hi vivien nens de menys de 18 anys, en un 44,7% hi vivien parelles casades, en un 7,5% dones solteres, i en un 45,9% no eren unitats familiars. En el 37,1% dels habitatges hi vivien persones soles l'1,2% de les quals corresponia a persones de 65 anys o més que vivien soles. El nombre mitjà de persones vivint en cada habitatge era de 2,22 i el nombre mitjà de persones que vivien en cada família era de 3,06.
Per edats la població es repartia de la següent manera: un 24,3% tenia menys de 18 anys, un 7,3% entre 18 i 24, un 49% entre 25 i 44, un 17% de 45 a 60 i un 2,4% 65 anys o més.
L'edat mediana era de 32 anys. Per cada 100 dones de 18 o més anys hi havia 102,1 homes.
La renda mediana per habitatge era de 66.415 $ i la renda mediana per família de 80.134 $. Els homes tenien una renda mediana de 57.000 $ mentre que les dones 43.481 $. La renda per capita de la població era de 36.654 $. Aproximadament l'1,4% de les famílies i el 3,4% de la població estaven per davall del llindar de pobresa.

## Poblacions més properes
El següent diagrama mostra les poblacions més properes.